# Соколова, Елена Александровна (спортсменка)
Елена Александровна Соколо́ва (23 июля 1986, Старый Оскол, Белгородская область) — российская легкоатлетка, выступающая в прыжке в длину. Заслуженный мастер спорта России. Серебряный призёр летних Олимпийских игр 2012 года. Пятикратная чемпионка России (на стадионе — 2009, 2012, в помещении — 2012, 2017, 2019).

## Спортивная биография
В 2009 году стала второй на чемпионате Европы в помещении.
4 июля 2012 года стала чемпионом России в прыжках в длину с результатом 7,06 м.
8 августа 2012 года стала серебряным призёром Олимпийских игр с личным рекордом — 7,07 м.

## Награды
- Медаль ордена «За заслуги перед Отечеством» I степени (13 августа 2012) — за большой вклад в развитие физической культуры и спорта, высокие спортивные достижения на Играх XXX Олимпиады 2012 года в городе Лондоне (Великобритания)[3].
- Заслуженный мастер спорта России (20 августа 2012)[4].
- Медаль Алтайского края «За заслуги во имя созидания» (14 сентября 2021) — за активное участие в спортивной жизни Алтайского края, подготовку спортсменов — участников XVI летних Паралимпийских игр 2020 года в Токио (Япония)